# Kureń UPA „Drużynnyky”
Kureń UPA „Drużynnyky” – kureń Ukraińskiej Powstańczej Armii, utworzony w lecie 1944 roku. Dowódcą kurenia był Mychajło Maruszczak „Czernyk”.
W 1944 działała sotnia „Drużynnyky” pod dowództwem „Czernyka”. Po bitwie pod Brodami do sotni przyłączyło się około 80 żołnierzy z rozbitej 14 Dywizji Grenadierów SS, co pozwoliło na organizację dwóch następnych sotni i utworzenie kurenia.
Kureń działał między innymi na terenie II Okręgu Wojskowego „Buh”.